# Die Hard 2
Die Hard 2 (titulada La jungla 2: alerta roja en España y Duro de matar 2 en Hispanoamérica) es la segunda entrega de la saga Die Hard (Jungla de cristal en España, Duro de matar en Hispanoamérica), dirigida por Renny Harlin y protagonizada por Bruce Willis como John McClane y estrenada en 1990. La película está coprotagonizada por Bonnie Bedelia (retomando su papel como Holly McClane), William Sadler, Franco Nero, Dennis Franz, Fred Thompson, John Amos, Art Evans, William Atherton (retomando su papel como Richard «Dick» Thornburg) y Reginald VelJohnson, regresando brevemente a su papel como el sargento Al Powell de la primera película.
El guion fue escrito por Steven E. de Souza y Doug Richardson, adaptado de la novela de Walter Wager 58 Minutes. La novela tiene la misma premisa, pero difiere ligeramente: un policía debe detener a terroristas que toman un rehén a un aeropuerto mientras el avión en el que viaja su esposa circula encima del mismo. Tiene cincuenta y ocho minutos para hacerlo antes de que el avión se estrelle. Roderick Thorp, quien escribió la novela Nothing Lasts Forever, en la que se basaba la primera película, recibe crédito por la creación de «ciertos personajes originales», aunque su nombre figura incorrectamente en la pantalla como «Roderick Thorpe».
Como con la primera película, la acción en Die Hard 2 ocurre en vísperas de Navidad. McClane está esperando a su esposa para aterrizar en el Aeropuerto Internacional Dulles de Washington cuando terroristas se hacen cargo del sistema de control de tránsito aéreo. Él debe detener a los terroristas antes de que su mujer y varios otros vuelos entrantes que están rodeando el aeropuerto acaben sin combustible y choquen. Durante la noche, McClane también debe lidiar con la policía del aeropuerto, los trabajadores de mantenimiento y un comandante militar que no quiere su ayuda.
La película fue seguida por Die Hard with a Vengeance en 1995, Live Free or Die Hard en 2007 y A Good Day to Die Hard en 2013.

## Argumento
La historia comienza durante la Nochebuena, el 24 de diciembre de 1990, exactamente dos años después del incidente de Nakatomi Plaza. John McClane está en el Aeropuerto Internacional Dulles cerca de Washington D. C. Mientras espera a su esposa Holly de que llegue de California, una grúa del aeropuerto se lleva el coche de sus suegros. Dentro del aeropuerto, McClane ve a un grupo de hombres sospechosos. Uno de ellos tiene un arma en su chaqueta, y además esconden un paquete cuando la policía del aeropuerto pasa junto a ellos. McClane les sigue, y acaban a tiros, matando a uno de los hombres.
McClane busca al jefe de policía del aeropuerto, el impetuoso capitán Carmine Lorenzo, quien dice que tan solo eran unos ladrones de maletas, a pesar de que uno de los atacantes manejaba un arma de porcelana capaz de evitar los detectores metálicos. McClane decide investigar por su cuenta, tomando las huellas digitales del cadáver y mandándolos por fax a su amigo de Los Ángeles, el sargento Al Powell, quien las compara por varias bases de datos. Los archivos que resultan indican que el hombre era un  oficial del ejército norteamericano, perteneciente a los boinas verdes, quien fue declarado oficialmente muerto hacía dos años, conduciendo a McClane a sospechar que se trataba de un ataque terrorista en el aeropuerto.
Cuando las condiciones meteorológicas empeoran, el coronel Stuart, un resentido exmilitar de las fuerzas especiales, se dispone a ejecutar su plan de retener a los aviones próximos y a sus pasajeros en el aire hasta poder liberar a un antiguo general sudamericano y traficante de droga, Ramón Esperanza, cuando el déspota llegue al aeropuerto para ser encarcelado por los Estados Unidos. Stuart ha establecido su base operacional en una iglesia cercana y ha cortado directamente las comunicaciones de Dulles y el control del tráfico aéreo.
McClane va hasta la torre de control del aeropuerto y habla con el jefe de control del tráfico aéreo, Trudeau, mientras que Stuart comienza su operación y toma el control del aeropuerto. El capitán Lorenzo echa a McClane de la torre cuando este pone en entredicho su autoridad. Mientras baja en el ascensor con la reportera Samantha Coleman, ella habla acerca de la presencia de Stuart en el aeropuerto. McClane sale del ascensor por el área de mantenimiento subterránea del aeropuerto, donde encuentra a un vigilante llamado Marvin, quien le ayuda.
Trudeau y sus reguladores se ponen en contacto con los aviones próximos e informan a los equipos de cabina (sin mencionar a los terroristas) que deben seguir sobrevolando el aeropuerto, cumpliendo las exigencias de Stuart. El director de comunicaciones de Trudeau, Leslie Barnes, va con un equipo especial hasta una torre de comunicaciones para intentar informar a los aviones. Él y el equipo SWAT de Lorenzo son atacados por los hombres de Stuart. Por suerte, los presentimientos de McClane le hicieron aparecer en escena, matando a los terroristas y salvando a Barnes. Stuart responde ante esto estrellando un avión proveniente del Reino Unido, matando a todos a bordo.
McClane vuelve al nivel de mantenimiento subterráneo, donde un Walkie-talkie del equipo de Stuart le dice que Esperanza está a punto de llegar y que ha matado a su guardia y a los pilotos. McClane llega a la pista de aterrizaje y brevemente consigue detener a Esperanza, pero Stuart y su grupo aparecen para recuperar ellos mismos al general. McClane entra en la cabina del avión, pero Stuart y sus hombres lanzan granadas, obligando a McClane a atarse en el asiento eyectable del piloto y evitar la ráfaga resultante activando la función de eyección.
Una unidad de Fuerzas Especiales del Ejército llega al aeropuerto. Su líder, el Mayor Grant, sirvió con Stuart y afirma saber su táctica. Barnes asegura que el puesto de mando de Stuart está cerca del aeropuerto, encontrando con McClane la iglesia donde Stuart se esconde. Poco después, McClane mata a uno de los guardias de Stuart y coge su metralleta. Stuart, sus hombres y Esperanza se escapan en motos de nieve. McClane los persigue, pero la metralleta no acierta los disparos. McClane comprueba el arma y descubre que tiene balas de fogueo.
McClane vuelve a la comisaría del aeropuerto y anuncia a Lorenzo que Grant y Stuart están compinchados. Lorenzo piensa que él miente y furioso intenta arrestarlo, pero McClane dispara su metralleta (todavía cargada con balas de fogueo) sobre Lorenzo. Finalmente convencido, Lorenzo moviliza a sus hombres para bloquear el hangar que contiene el Boeing 747 que Stuart ha exigido como un vehículo de fuga.
Mientras tanto, dando vueltas sobre el aeropuerto, Holly se ha encontrado de improviso en el mismo avión que Richard Thornberg, el reportero que los había puesto en peligro a ella y a John  dos años antes en Nakatomi. Cuando los proyectos de los terroristas empiezan, tanto Holly como Thornberg comienzan a darse cuenta de que algo pasa; Thornberg escucha las transmisiones de radio de la torre, enterándose de los sucesos en Dulles y haciendo una noticia en directo a bordo del avión. Las personas del aeropuerto ven la noticia en televisión y empieza a cundir el pánico, que enormemente obstaculiza los esfuerzos de McClane y Lorenzo para detener a Stuart. Holly va corriendo hacia Thornberg con un aparato perteneciente a una pasajera del avión, el cual puede dejar fuera de combate a cualquier agresor con una descarga eléctrica, dejando a Thornberg fuera de combate.
McClane sube en el helicóptero de noticias de Sam Coleman sobrevolando al avión de los terroristas, que está avanzando para el despegue. Consigue saltar sobre el ala del avión y se encuentra en combate cuerpo a cuerpo con el comandante Grant. Durante la lucha, Grant es absorbido por uno de los motores del avión y muere, pero Stuart toma la lucha y tira a McClane del ala de una patada. Antes de caer, McClane se coge a la válvula del combustible, abriéndola y soltando todo el combustible sobre la pista. McClane cae a la pista y usa su mechero para encender el combustible que se derrama, que arde directamente hasta el avión justo cuando despega, haciéndolo explotar, matando a todos. Esto también proporciona una luz de aterrizaje para los otros aviones, los cuales aterrizan en la pista sin peligro. La policía llega y comienzan a evacuar a los pasajeros. McClane y Holly se encuentran por fin, Lorenzo rompe la multa de McClane como un regalo de Navidad, y Marvin llega para sacar a la pareja de ese jaleo.[cita requerida]

## Reparto
- Bruce Willis - John McClane: un astuto e intrépido teniente del Departamento de Policía de Los Ángeles quien accidentalmente se encuentra en la misión de detener los planes de un equipo de terroristas estadounidenses que han secuestrado el aeropuerto en donde se encuentra
- Bonnie Bedelia - Holly Gennaro McClane
- Art Evans - Leslie Barnes, director de comunicaciones de Dulles
- Dennis Franz - Capitán Carmine Lorenzo, el jefe de la policía del aeropuerto de Dulles
- Reginald VelJohnson - Sargento Al Powell
- William Atherton - Richard «Dick» Thornburg
- Fred Thompson - Trudeau, jefe de operaciones de Dulles
- Tom Bower - Marvin, el conserje
- Robert Costanzo - Sargento Vito Lorenzo, el hermano de Carmine
- Shelia McCarthy - Samantha «Sam» Coleman, una reportera
- Colm Meaney - El piloto del avión de Windsor Airlines
- Felicity Waterman - Azafata del avión NEA
- Jeanne Bates - Anciana en el avión junto a Holly

### Los terroristas
- William Sadler - Coronel Stuart, un excoronel de los boinas verdes del Ejército de los Estados Unidos que lidera a los terroristas
- Franco Nero - General Ramón Esperanza, el capo de la droga ilegal y dictador del país ficticio Val Verde
- John Costelloe - Sargento Oswald Cochrane
- Mark Boone Junior - Shockley
- Robert Patrick - O'Reilly
- Mick Cunningham - Sheldon
- Ken Baldwin - Mulkey
- Peter Nelson - Thompson
- Tony Ganios - Baker
- John Leguizamo - Burke
- Don Harvey - Garber, el segundo al mando después del Coronel Stuart
- Tom Verica - Kahn
- Vondie Curtis-Hall - Miller
- John Amos - Mayor Grant, el líder del Mando de Operaciones Especiales de los Estados Unidos

## Recepción

### Taquilla
La película superó todas las expectativas, de hecho, superó el éxito en taquilla de su predecesora. La película tuvo un presupuesto de 70 millones de dólares y un gran estreno en 2507 cines, logrando 21,7 millones de dólares en su fin de semana de estreno. Die Hard 2 ha ganado 117, 5 millones de dólares en EE. UU. y 239,5 millones mundialmente, casi duplicando las ganancias de Die Hard.

### Crítica
La película recibió una crítica positiva; obtuvo un 67% en el Fresh rating, con una puntuación media de tres estrellas de cinco basada en 46 reseñas, en Rotten Tomatoes. Roger Ebert, que se enfocó en la Die Hard original, describió a la secuela como «excelentemente entretenida», a pesar de señalar los problemas de credibilidad sustanciales con la trama.
La revista Maxim la clasificó al accidente aéreo número 2 en su lista de «Los mejores choques aéreos en películas».

## Producción y promoción
Die Hard 2 fue la primera película en usar secuencias de acción en vivo compuestas digitalmente con un tradicional matte painting que había sido fotografiado y escaneado en una computadora. Fue usado para la última escena, que tuvo lugar en una pista de aterrizaje.
Uno de los escritores del guion, Steven E. de Souza, más tarde admitió en una entrevista para el libro Action Speaks Lauder: Violence, Spectacle, and the American Action Movie que los villanos estaban basados en la intromisión de Estados Unidos en América Central, principalmente el caso Irán-Contra.
La Base de la Fuerza Aérea de Kincheloe fue usada para el rodaje. Otras escenas fueron filmadas en el Aeropuerto Regional del Condado de Alpena. La localidad fue elegida en parte porque había una necesidad de que nevara, y los productores eligieron producir en Alpena. Sin embargo, debido a la falta de nevada, tuvo que usarse nieve artificial.

## Banda sonora
Michael Kamen, el compositor de la primera película, también compuso la música de Die Hard 2. Kamen repitió varias pistas musicales de su composición para Die Hard (más notablemente durante las secuencias de acción), así como adaptó «Finlandia», de Jean Sibelius (de una forma similar a su incorporación de la Novena Sinfonía de Beethoven en la composición para Die Hard). Los créditos de esta película comienzan con la canción de Navidad «Let It Snow! Let It Snow! Let It Snow!» (de Vaughn Monroe), como sucedió en Die Hard.
A diferencia de la primera película, un álbum de la banda sonora fue lanzado por Varèse Sarabande.
| Die Hard |                      |          |  |
| N.º      | Título               | Duración |  |
| 1.       | «Colonel Stuart»     | 1:28     |  |
| 2.       | «Baggage Handling»   | 3:45     |  |
| 3.       | «General Esperanza»  | 2:11     |  |
| 4.       | «The Annexe Skywalk» | 3:08     |  |
| 5.       | «The Church»         | 1:12     |  |
| 6.       | «The Doll»           | 3:48     |  |
| 7.       | «The Runway»         | 3:55     |  |
| 8.       | «In The Plane»       | 1:37     |  |
| 9.       | «Icicle»             | 2:53     |  |
| 10.      | «Snowmobiles»        | 2:40     |  |
| 11.      | «The Terminal»       | 6:08     |  |
| 12.      | «Finlandia»          | 7:29     |  |

## Estrenos
| País                                                                          | Fecha de estreno                 |
| ----------------------------------------------------------------------------- | -------------------------------- |
| Alemania                                                                      | Jueves 25 de octubre de 1990     |
| Argentina                                                                     | Jueves 30 de agosto de 1990      |
| Australia                                                                     | Jueves 30 de agosto de 1990      |
| Austria                                                                       | Viernes 9 de noviembre de 1990   |
| Bélgica                                                                       | Miércoles 3 de octubre de 1990   |
| Belice · Costa Rica · El Salvador · Guatemala · Honduras · Nicaragua · Panamá | Jueves 13 de septiembre de 1990  |
| Bolivia                                                                       | Jueves 20 de septiembre de 1990  |
| Brasil                                                                        | Viernes 24 de agosto de 1990     |
| Chile                                                                         | Jueves 11 de octubre de 1990     |
| Chipre                                                                        | Viernes 19 de octubre de 1990    |
| Colombia                                                                      | Jueves 4 de octubre de 1990      |
| Corea del Sur                                                                 | Sábado 1 de diciembre de 1990    |
| Dinamarca                                                                     | Viernes 28 de septiembre de 1990 |
| Ecuador                                                                       | Viernes 5 de octubre de 1990     |
| Egipto                                                                        | Lunes 12 de noviembre de 1990    |
| España                                                                        | Viernes 14 de septiembre de 1990 |
| Estados Unidos · Canadá                                                       | Viernes 6 de julio de 1990       |
| Filipinas                                                                     | Miércoles 29 de agosto de 1990   |
| Finlandia                                                                     | Viernes 17 de agosto de 1990     |
| Francia                                                                       | Miércoles 3 de octubre de 1990   |

| País                         | Fecha de estreno                   |
| ---------------------------- | ---------------------------------- |
| Grecia                       | Viernes 19 de octubre de 1990      |
| Hong Kong                    | Jueves 16 de agosto de 1990        |
| Hungría                      | Jueves 13 de diciembre de 1990     |
| India                        | Viernes 19 de abril de 1991        |
| Israel                       | Viernes 17 de agosto de 1990       |
| Italia                       | Jueves 18 de octubre de 1990       |
| Jamaica                      | Miércoles 11 de julio de 1990      |
| Japón                        | Sábado 29 de septiembre de 1990    |
| Malasia                      | Jueves 9 de agosto de 1990         |
| México                       | Viernes 12 de octubre de 1990      |
| Noruega                      | Jueves 8 de noviembre de 1990      |
| Nueva Zelanda                | Viernes 17 de agosto de 1990       |
| Países Bajos                 | Jueves 27 de septiembre de 1990    |
| Perú                         | Jueves 27 de septiembre de 1990    |
| Portugal                     | Viernes 5 de octubre de 1990       |
| Puerto Rico                  | Jueves 19 de julio de 1990         |
| Reino Unido Irlanda          | Viernes 17 de agosto de 1990       |
| República Checa · Eslovaquia | Jueves 6 de febrero de 1992        |
| Rumania                      | Viernes 9 de julio de 1993         |
| Rusia                        | Viernes 11 de febrero de 1994      |
| Singapur                     | Miércoles 15 de agosto de 1990     |
| Sudáfrica                    | Viernes 24 de agosto de 1990       |
| Suecia                       | Viernes 28 de septiembre de 1990   |
| Suiza                        | Jueves 25 de octubre de 1990       |
| Tailandia                    | Sábado 4 de agosto de 1990         |
| Taiwán                       | Sábado 21 de julio de 1990         |
| Turquía                      | Lunes 25 de febrero de 1991        |
| Ucrania                      | Viernes 11 de febrero de 1994      |
| Uruguay                      | Martes 1 de enero de 1991          |
| Venezuela                    | Miércoles 19 de septiembre de 1990 |
| Serbia y Montenegro          | Martes 27 de noviembre de 1990     |